# De Agri Cultura

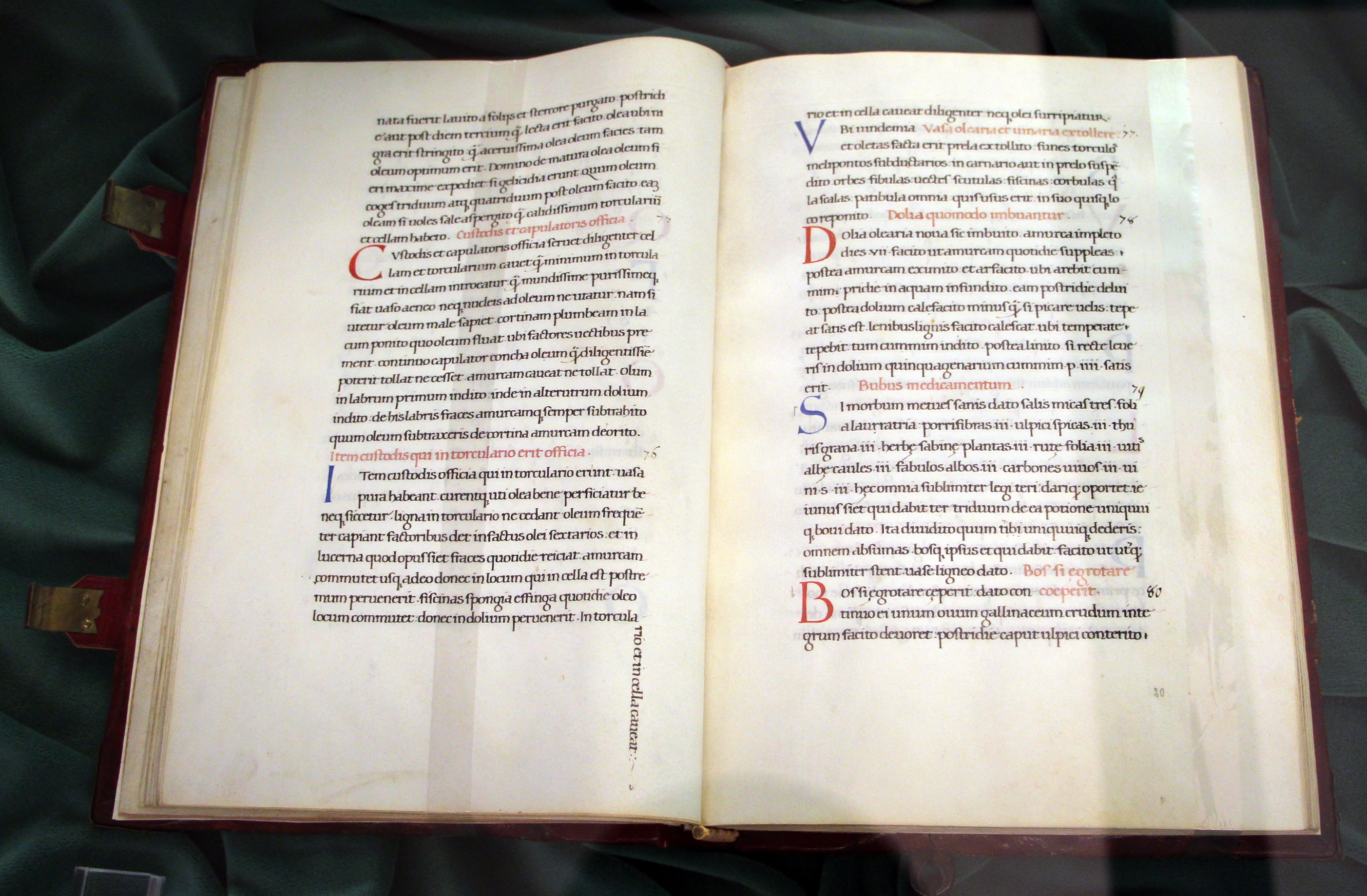
De agri cultura (XV sec., Biblioteca Medicea Laurenziana, pluteo 51.2)

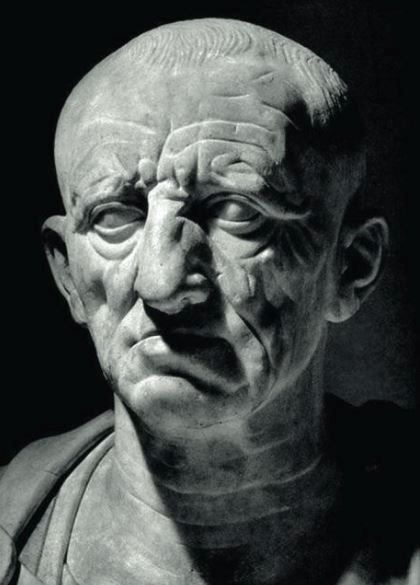
Марк Порций Катон Старший

«De Agri Cultura» (с лат. — «О земледелии» или «Земледелие») — самое раннее из дошедших до наших дней прозаическое произведение на латинском языке. Время создания и авторство трактата до настоящего времени однозначно не определены, однако большинство исследователей склонно приписывать произведение Марку Порцию Катону Старшему, а временем создания считается 154 год до н. э.

## Стиль
Труд Катона часто характеризуют как «записки фермера», написанные «случайным стилем», из-за этого трудно считать, что работа задумывалась как литературное произведение. Книга, как представляется, была не более, чем руководством по ведению хозяйства, предназначенным для друзей и соседей. Его прямой стиль, однако, отмечали другие античные авторы: в частности, Авл Геллий называл его «решительным и энергичным», несмотря на крайнюю простоту. С научной точки зрения наиболее ценным в «De Agri Cultura» считается изображение сельской жизни в Римской республике.

## Значение сельского хозяйства
Катон сравнивает сельское хозяйство с другими сферами деятельности того времени, особенно с торговлей и ростовщичеством. Он критикует и то, и другое, так как торговля основана на риске и неопределённости, а ростовщичество, в соответствии с законами Двенадцати таблиц, было запрещено и каралось строже, чем воровство. Сельское хозяйство же Катон представляет в качестве источника и хороших граждан, и солдат, и богатства, и высоких моральных ценностей.

## Рецепты сельскохозяйственной продукции
Отдельный раздел произведения состоит из рецептов сельскохозяйственной продукции, например, имитация косского вина или, иначе, vinum Graecum (вино «по-гречески»):
Греческое вино следует делать так: собери „пчелиного“ винограду, когда он хорошенько созреет. Отобрав лучший, подбавь на мех этого сока два квадрантала устоявшейся морской воды или модий чистой соли: опусти соль в корзиночке и оставь ее, пусть разойдется в соку

Если хочешь приготовить косское вино, то возьми воды в открытом море, когда море спокойно и нет ветра, за 70 дней до сбора винограда, — притом из такого места, куда не доходит пресная вода. Начерпав морской воды, влей ее в долий, но не наливай дополна: пусть доверху не хватает 5 квадранталов. Закрой долий крышкой, но оставь продушину. Когда пройдет 30 дней, перелей потихоньку воду в другой долий, не замутив ее; то, что осело на дне, оставь. Через 20 дней перелей воду таким же образом в другой долий: там и оставь до сбора винограда. Из каких гроздьев хочешь приготовить косское вино, те оставь в винограднике и дай им хорошенько выспеть; когда пройдет дождь и после него подсохнет, тогда собери их и положи на два-три дня на солнце на открытом воздухе, если не будет дождей. Если будет дождь, разложи их под крышей на плетенках, а если где окажутся испорченные ягоды, то оборви их. Тогда возьми морской воды, о которой сказано выше, и влей в пятидесятиамфорный долий 10 квадранталов морской воды. Тогда нарви с веток ягод несортового винограда и наложи его в этот долий дополна. Подави виноград руками, чтобы он пропитался морской водой. Наполнивши долий, закрой его крышкой, но оставь продушину. Когда пройдет три дня, вынь виноград из долия, выжми его в давильне и слей это вино в чистые, вымытые и сухие долии.

## Переводы
- Марк Порций Катон. Земледелие. / Пер. и комм. М. Е. Сергеенко при участии С. И. Протасовой. (Серия «Литературные памятники»). М., 1950. 220 стр. переиздания: М., Ладомир. 1998; М., 2007.